# Birgitta Grönwald
Birgitta Grönwald, född 27 maj 1936 i Stockholm, är en svensk skådespelare.

## Filmografi
- 1956 – Sceningång
- 1956 – Swing it, fröken
- 1957 – Gårdarna runt sjön
- 1957 – Värmlänningarna
- 1958 – Alla barn i början
- 1958 – Mannekäng i rött
- 1958 – Flottans överman
- 1959 – Bara en kypare
- 1959 – Enslingen i blåsväder
- 1959 – Sköna Susanna och gubbarna
- 1960 – Oväder
- 1961 – Åsa-Nisse bland grevar och baroner

### Fotnoter
1. ↑  ”Birgitta Grönwald”. Svensk Filmdatabas. http://sfi.se/sv/svensk-filmdatabas/Item/?type=PERSON&itemid=65863&iv=OVERVIEW. Läst 14 april 2013.